# Bisidougou
Bisidougou est une localité rurale au nord de la Côte d'Ivoire, dans la région du Poro, appartenant au département de Korhogo. Ladite localuté est administrativement rattachée à la sous-préfecture de Boron. 